# Tung Shan (berg i Hongkong)
Tung Shan är ett berg i Hongkong (Kina). Det ligger i den norra delen av Hongkong. Toppen på Tung Shan är 544 meter över havet.
Terrängen runt Tung Shan är huvudsakligen kuperad, men åt sydväst är den platt.  Centrala Hongkong ligger 9,4 km sydväst om Tung Shan. I omgivningarna runt Tung Shan växer i huvudsak städsegrön lövskog.